# James Henry Dickey Henderson
James Henry Dickey Henderson (* 23. Juli 1810 in Salem, Crittenden County, Kentucky; † 13. Dezember 1885 in Eugene, Oregon) war ein US-amerikanischer Politiker. Zwischen 1865 und 1867 vertrat er den Bundesstaat Oregon im US-Repräsentantenhaus.

## Frühe Jahre und Aufstieg in Oregon
Im Jahr 1817 kam James Henderson in das Missouri-Territorium, wo er die öffentlichen Schulen besuchte und eine Lehre im Druckerhandwerk absolvierte. Anschließend betätigte er sich auch auf dem Gebiet der Theologie. Nach einem Umzug in das Washington County in Pennsylvania war er dort zwischen 1843 und 1851 als Pastor tätig. Danach kehrte er nach Missouri zurück, wo er ein literarisches Magazin herausgab. Als Gegner der Sklaverei fühlte er sich in Missouri nicht wohl, weil es dort viele Sklavenhalter gab.
1852 zog er über den Oregon Trail nach Oregon und ließ sich zunächst im Yamhill County und später im Lane County nieder. Dort war er auf dem Gebiet der Landwirtschaft, vor allem mit dem Obstanbau, beschäftigt. Im Jahr 1859 wurde er Schulrat im Lane County.

## Kongressabgeordneter
Politisch war Henderson Mitglied der Republikanischen Partei. Im Jahr 1864 wurde er in das US-Repräsentantenhaus gewählt, wo er am 4. März 1865 John R. McBride ablöste. Im Kongress war er Mitglied im Committee on Pacific Railroad, dem Bergbauausschuss, dem Ausschuss für Indianerangelegenheiten und dem Sonderausschuss zur Aufklärung des Attentats auf Präsident Abraham Lincoln.
1866 wurde James Henderson von seiner Partei nicht für eine weitere Legislaturperiode im Repräsentantenhaus nominiert. Daher schied er am 3. März 1867 aus dem Kongress aus. Nach seiner Rückkehr nach Oregon arbeitete er wieder in der Landwirtschaft. Gleichzeitig war er Prediger. James Henderson war mit Mary E. Fisher verheiratet, mit der er mindestens fünf Kinder hatte.